# Îles Poivre
Pour les articles homonymes, voir Poivre (homonymie).
Les îles Poivre constituent un petit archipel de type atoll. Elles font partie du groupe des îles Amirante appartenant aux îles Extérieures des Seychelles. 

## Géographie
L'atoll se compose de trois îles :
- Île Poivre au nord, 1,1 km2 ;
- Île Florentin, 0,024 km2 ;
- Île du Sud, 1,356 km2.

## Histoire
L'île a été visitée par une expédition royale française (1770-1771) composée du brick Heure du berger commandé par Durosland et du brick Étoile du matin commandé par de la Biolière. À la suite de cette expédition, l'île est nommée en l'honneur de Pierre Poivre, désigné intendant (ou commissaire-ordonnateur) à l'Isle de France en 1767.